# Bingoto Mandoko Na Mpeya
Patrice Bingoto Mandoko Na Mpeya, né le 22 août 1947 et mort le 7 mai 1994, est un professeur et homme d’Etat congolais. Il a été recteur de l’université de Lubumbashi, recteur de l’université de Kinshasa, secrétaire d’État, directeur général adjoint aux Travaux Publics et Aménagement du Territoire, avant de rejoindre la Société Nationale d’Electricité en tant que directeur général adjoint et ensuite président délégué général,,,,.

## Naissance et études
Patrice Bingoto Mandoko Na Mpeya est né le 22 août 1947 à Mbandaka (Coquihatville) en république démocratique du Congo (ex-Zaire). Il fit ses études secondaires à l’Ecole des Frères des Ecoles Chrétiennes à Mbandaka où il obtint son diplôme de fin d’études secondaires en option scientifiques math-physiques.
Il finit ses études universitaires à l’Université Nationale du Zaïre (UNAZA) en polytechnique en tant qu’ingénieur civil mécanicien en 1973.  Il fut ensuite nommé assistant à l’UNAZA, Campus de Kinshasa, en Polytechnique.
Bingoto obtint une bourse d'études l’Agence Générale de Coopération et Développement de la Belgique (AGCD) pour poursuivre un doctorat en Sciences Appliquées à l'université Catholique de Louvain. Il était Assistant Homologue à l'Université Catholique de Louvain de 1973 à 1978. En avril 1978, il devint Docteur en Sciences Appliquées,.

## Fonctions
Bingoto occupa plusieurs fonctions universitaires. Il a été Chef des Travaux Faculté Polytechnique en 1979, ainsi que Conseiller à l'Enseignement Primaire et Secondaire/Technique, Professeur Visiteur à l’Institut Facultaire des Sciences Agronomique de Yangambi (IFA-Yangambi) à Kisangani et à l'université Marien-Ngouabi au Congo-Brazzaville, de 1978 à 1981 et Chef du Département Mécanique à la Faculté Polytechnique du Campus de Kinshasa.
En janvier 1980, Bingoto est nommé Secrétaire Général Académique du Campus de Kinshasa et Président Sectionnaire du Mouvement Populaire de la Révolution (MPR) à l'université de Kinshasa (UNIKIN),.
En octobre 1981, il est nommé directeur général de l'Institut Supérieur de Techniques Appliquées (ISTA),, et membre du conseil d’administration des instituts supérieurs techniques. Il est également membre du comité scientifique de la gestion de l’environnement de la ville de Kinshasa.
Il sera ensuite Recteur de l’université de Lubumbashi (UNILU) de février 1985 à août 1986 (la salle Bingoto Mandoko Na Mpeya de la Faculté de Droit est nommée après lui) et Recteur de l'université de Kinshasa (UNIKIN) d'août 1986 à octobre 1989,,,,,.
Entre janvier 1990 et avril 1990, Bingoto occupa le poste de Secrétaire d'État des Travaux Publics et Aménagement du Territoire (TP-AT),.
De mai 1990 jusqu’à mai 1994, il occupa les postes de directeur général adjoint et ensuite de président délégué général (PDG) de la Société Nationale d’Electricité (SNEL),,.

## Décès
Bingoto perdit la vie à la suite d'un crash aérien en mai 1994, dont les victimes incluent entre autres Mpinga Kasenda (ancien Professeur d’université, Premier Ministre, Secrétaire Permanent du Bureau du Comité Central du Mouvement Populaire de la Révolution) et l’homme d’affaires, Bolodjua Puma,,.